# Citroën LN

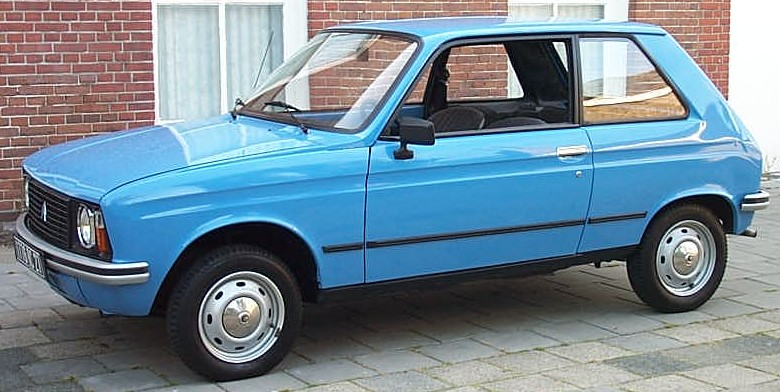
Citroën LN

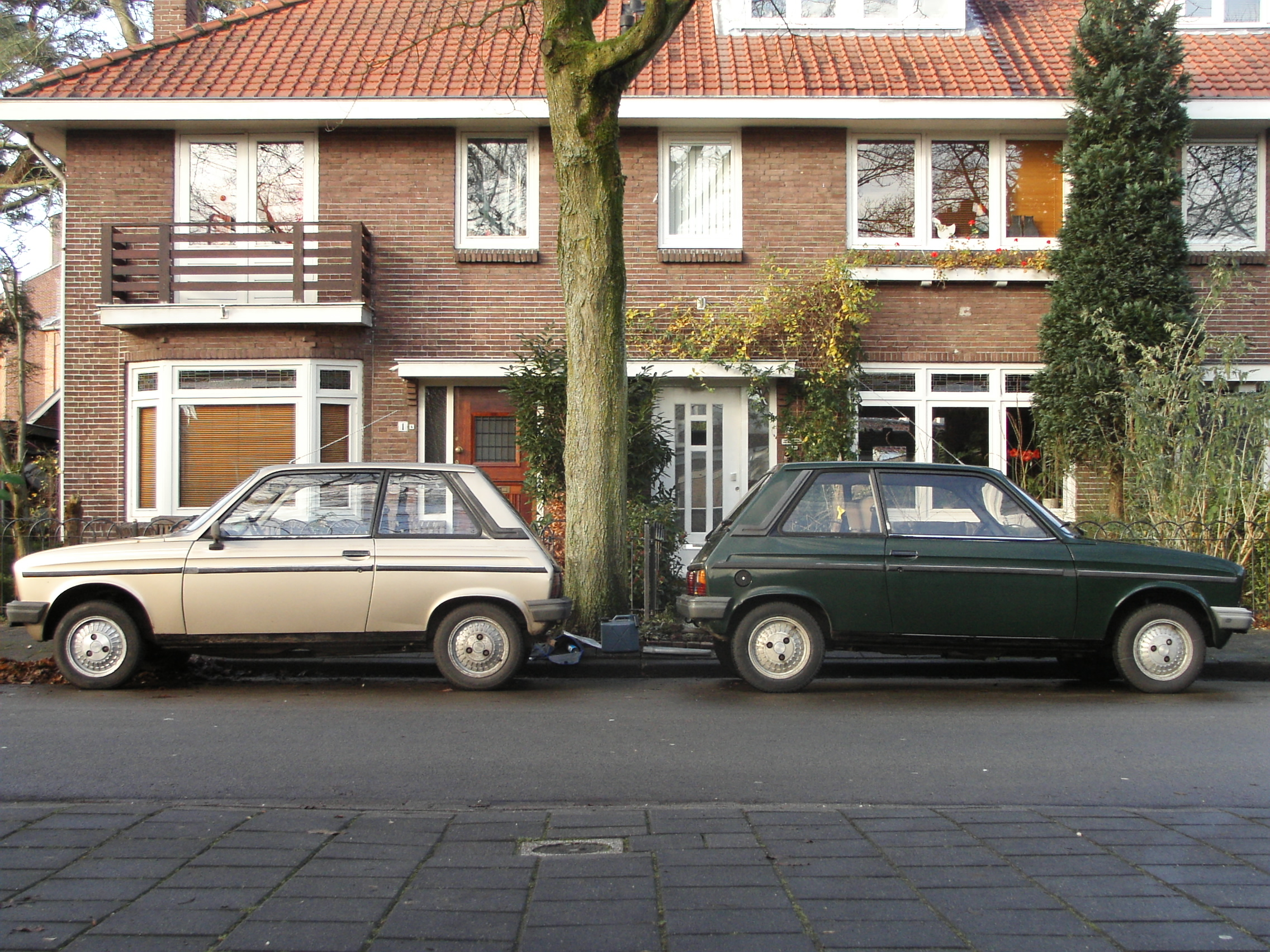
Citroën LNA Cannelle en een 11RE full-option (1984)

De Citroën LN was een kleine Citroën die geproduceerd werd van 1976 tot 1986.
De LN was het eerste product dat werd geproduceerd in samenwerking met Peugeot. De LN was gebaseerd op de Peugeot 104, die in 1974 werd gelanceerd. De auto was leverbaar met een 602 cc 2-cilindermotor.
Het model werd voor het "gemak" gemaakt omdat er afscheid van de 2CV moest worden genomen. De denkwijze erachter: goedkoop autootje (2CV-motor) met een bestaande carrosserie (Peugeot 104). Dit moest de genadeklap voor de Eend zijn. De geschiedenis leert anders, de 2CV heeft de LN en later de LNA gewoon overleefd. De techniek (onderstel en motoren) van de LN/LNA diende als basis voor de latere Visa.
De LN (de eerste versie) is een echte rariteit geworden. Anno 2017 waren er 45 LN(A)’s bekend in Nederland, waarvan 16 apk-goedgekeurd.

## Citroën LNA (1978-1986)
In 1978 werd de LN Athlétique (LNA) geïntroduceerd als opvolger van de LN. De LNA kreeg de 652cc-boxermotor uit de Citroën Visa ter vervanging van de 602cc, die toch wat te weinig vermogen leverde voor de 706 kilogram zware LN. De topsnelheid steeg daarmee van 120 naar een kleine 130 km/h. De LN werd al snel na de introductie van de LNA van de markt gehaald, omdat de vraag drastisch was geminimaliseerd.

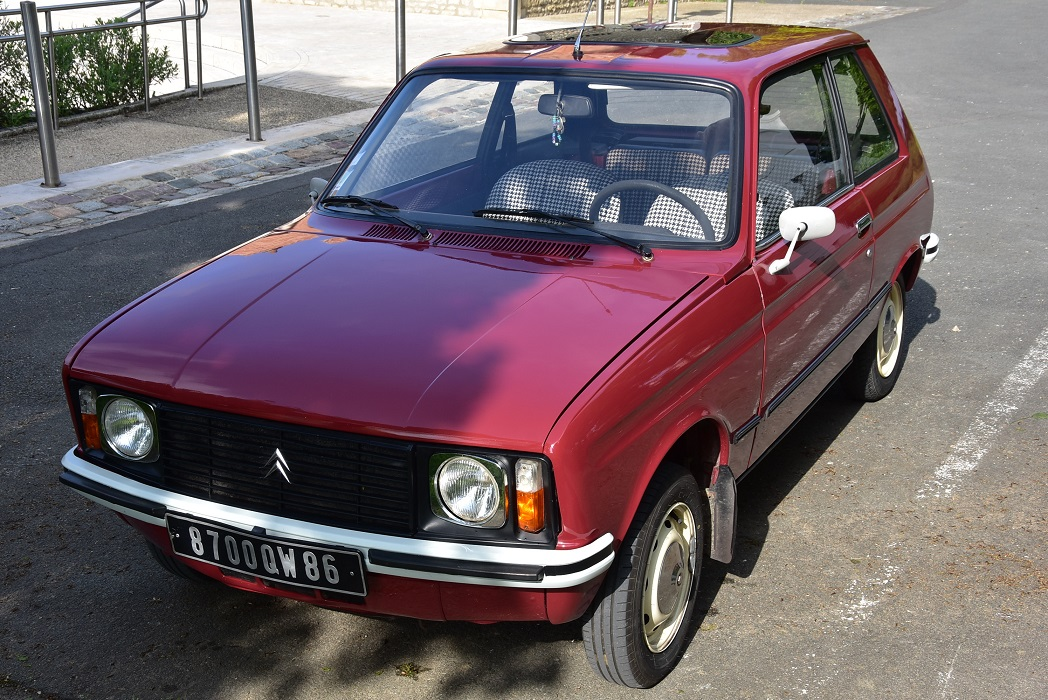
1981 model

In 1982 kwam de eerste grote wijziging voor de LNA. In de eerste plaats kwam er een grotere, 1100cc watergekoelde viercilinder motor uit de Peugeot-stal, en werd het uiterlijk van de LNA aangepast. Zo werden de bumpers breder (er wordt wel gesteld dat deze van kunststof waren, dat is onjuist, ze zijn namelijk van metaal met kunststof hoekstukken) en werden de achterlichtunits met achteruitrijdlichten en mistlampen van de Peugeot 104 gemonteerd.
Door de komst van de 1100 cc-motor nam de vraag naar LNA’s toe, en op de thuismarkt in Frankrijk en ook in Italië werd de LNA goed verkocht. Uiteindelijk zijn er 129.611 LN’s gebouwd (1976-1979) en 223.772 LNA’s (1978-1986).
De LNA werd tot juni 1984 in Nederland geleverd en in 1983 en 1984 was de auto met veel extra’s af te leveren. De opties waren onder andere elektrische ramen, getint glas, een klokje, een rechter buitenspiegel en lichtmetalen velgen. In Nederland is er ook nog een van de speciale uitvoeringen van de LNA geleverd, namelijk de Cannelle ("kaneel"), afgeleverd in een beige metallic lak met bruine accenten en een speciale striping. Er werden er slechts 2000 van gemaakt.

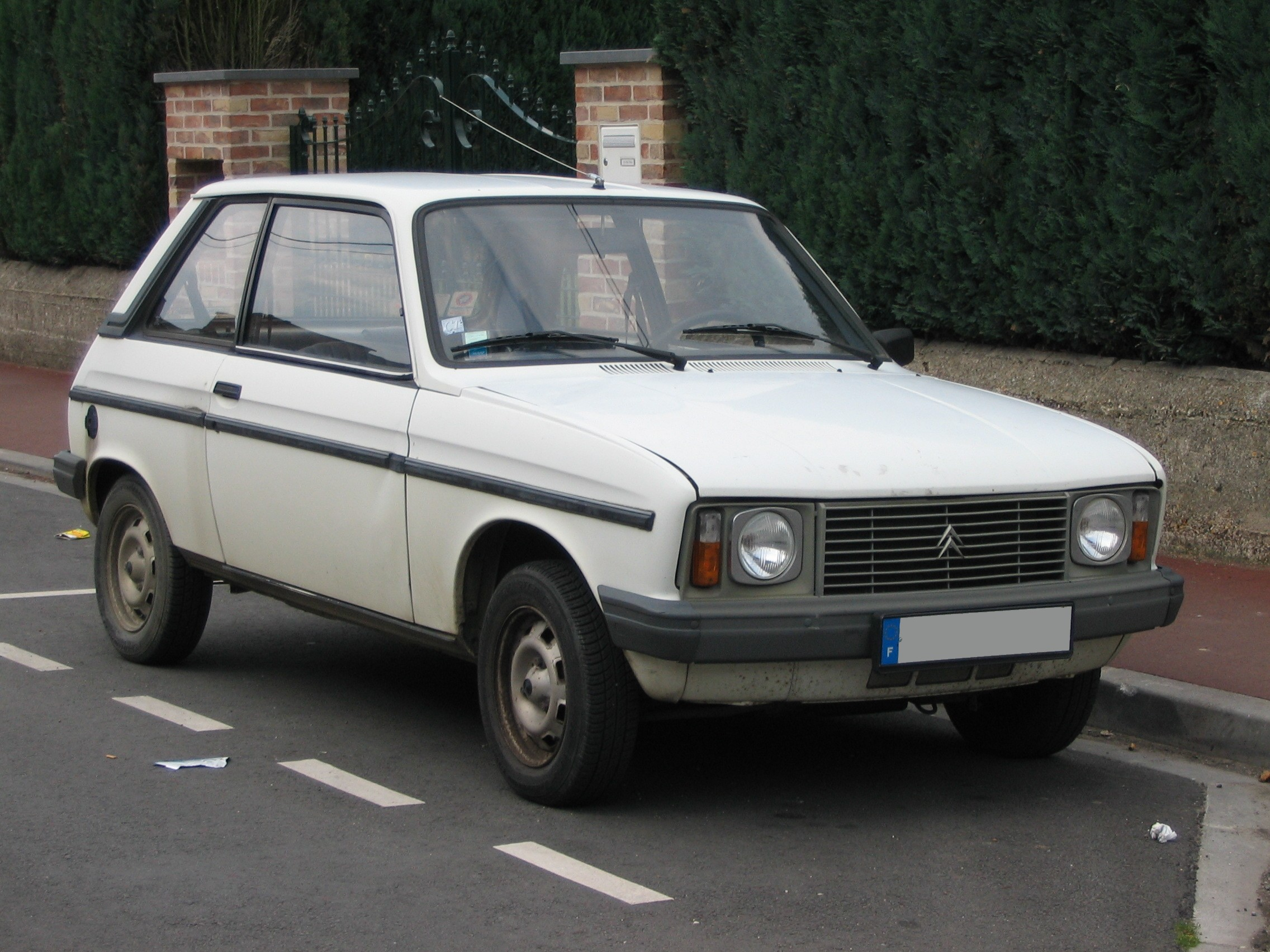
Citroën LNA modeljaar 1986

In juli 1985 introduceerde Citroën de LNA voor het modeljaar 1986, de voorheen zwarte grille en bumpers waren nu grijs gekleurd. De LNA-productie stopte in de zomer van 1986, rond dezelfde tijd als de Talbot Samba. De opvolger, de Citroën AX, werd kort daarna gelanceerd.